# Москвич (радиоприёмник)

«Москвич-В» Сарапульского завода, поздний выпуск

«Москвич» — наименование (торговая марка) ряда ламповых радиовещательных приёмников, выпускавшихся с 1946 г. на Московском радиозаводе и других предприятиях СССР. Модель «Москвич-В» — один из самых массовых советских приёмников 1950-х гг., выпускался по крайней мере восемью заводами с 1949 по 1957 г., общий выпуск более 2 млн шт.

## «Москвич», «Москвич-Б»
Разработан в конце 1945 — начале 1946 г., в серии с 1946 г. Семиламповый супергетеродин с диапазонами длинных, средних и коротких волн, со встроенной рамочной антенной и бестрансформаторным питанием непосредственно от сети переменного тока. С 1948 г. производился модернизированный вариант «Москвич-Б». Особой популярностью этот приёмник не пользовался и выпускался недолго. «Москвичей» и «Москвичей-Б» было выпущено немногим более 4 тыс. штук, сейчас это коллекционная редкость.

## «Москвич-В» («Весна», «Кама»)

Рекламный плакат 1950 года

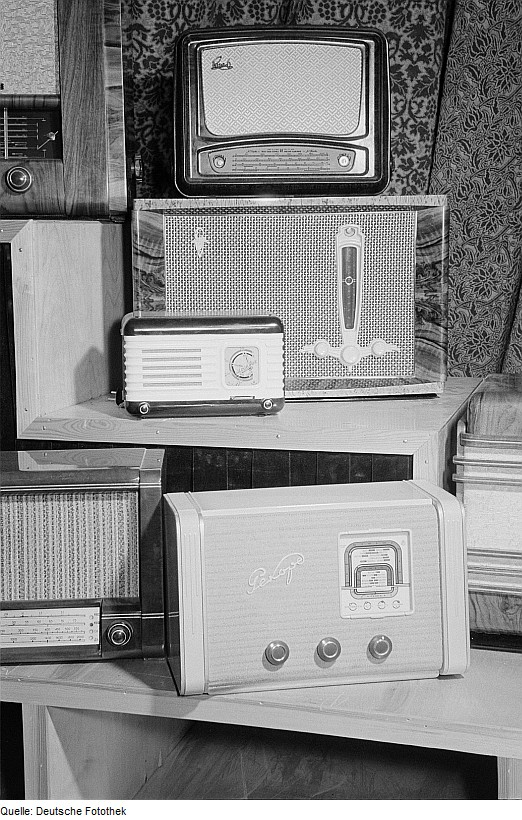
«Москвич-В» (в среднем ряду на переднем плане) среди других советских приемников на Лейпцигской ярмарке 1954 года

Разработан в 1948 г. специально созданной на Московском радиозаводе конструкторской группой под руководством В. Г. Гусева. «Народный» приёмник, предельно простой и дешёвый ДВ-СВ супергетеродин на трех лампах (в то время — минимальный набор ламп для супергетеродина): преобразователь частоты на гептоде 6А7 или 6А10С, усилитель промежуточной частоты, детектор и предварительный усилитель низкой частоты на комбинированной лампе 6Б8С, выходной УНЧ на лучевом тетроде 6П6С. Ради экономии блок питания выполнен по автотрансформаторной схеме, из-за этого пользоваться приёмником нужно было с определёнными предосторожностями, в частности, категорически запрещалось подключать заземление. Конструкция с самого начала была рассчитана на массовое производство с применением штамповки, автоматизированного литья и полуавтоматизированной механической обработки. Приёмники «Москвич-В» собирали с 1949 по 1957 (по другим сведениям — до 1963 г.) на следующих предприятиях: 
- Московский радиозавод;
- завод «Красный Октябрь» (Москва);
- завод «Мосприбор» (Москва);
- Сарапульский радиозавод им. Орджоникидзе
- Воронежский радиозавод;
- Александровский радиозавод;
- Свердловский завод автоматики;
- завод «Электросигнал» (Новосибирск).

Некоторые из этих предприятий до того никогда не выпускали радиопродукцию. 
«Москвич-В» пользовался большим спросом, несмотря на недостатки: заметный фон переменного тока в антенне из-за неудачного решения входной цепи, не очень удобная компоновка шасси, ненадежный селеновый выпрямитель и т. п. Приёмник трижды модернизировался (так, в третьем варианте добавили ещё одну лампу — кенотрон 6Ц5С вместо селенового выпрямителя; в четвёртом — вместо автотрансформатора установили обычный трансформатор и гнездо заземления) и выпускался во множестве вариантов отделки. Часть приёмников выпустили под названием «Весна». С 1951 г. Сарапульский завод выпускал на базе «Москвича» радиолу «Кама».
По советской документации «Москвич-В» производился в КНР (в чёрном корпусе, под названием «Пекин») и Румынии.
В инструкциях по эксплуатации, на лицевых панелях и задних стенках серийных приёмников фигурирует только название «Москвич», без буквы В.
Приёмник «Москвич-В» можно видеть в фильме «Москва слезам не верит», радиолу «Кама» — в фильме «Тучи над Борском».

## «Москвич-3» («Огонёк»)
Модель 1952 г., производство московского завода «Красный Октябрь». Приёмник классом выше, чем «Москвич-В», но также относящийся к категории недорогих малогабаритных аппаратов. Диапазоны ДВ и СВ, пять ламп (считая кенотрон), имеется регулятор тембра по верхним частотам (совмещен с ручкой настройки — её надо вытягивать на себя). В 1953 г. модернизирован и получил название «Огонёк».